# Dekanat Łódź-Dąbrowa
Dekanat Łódź-Dąbrowa – nieistniejący dekanat należący do archidiecezji łódzkiej, obejmujący tereny wschodniej i zachodnio-centralnej Łodzi, czyli fragment osiedla bloków w dzielnicy Dąbrowa oraz stare budownictwo w rejonie ulic Rydza-Śmigłego oraz Milionowej. Dekanat został połączony z dekanatem Łódź Chojny.
W skład dekanatu wchodziło 5 parafii:
- parafia Matki Boskiej Anielskiej w Łodzi
- parafia Matki Bożej Fatimskiej w Łodzi
- parafia Trójcy Przenajświętszej w Łodzi
- parafia św. Anny w Łodzi
- parafia św. Maksymiliana Marii Kolbego w Łodzi